# Mahmoud Benhalib
Mahmoud Benhalib (Casablanca, 23 maart 1996) is een Marokkaanse voetballer die bij voorkeur speelt als aanvaller.  Hij stroomde in de zomer van 2015 door vanuit de jeugdopleiding van Raja Casablanca.

## Clubcarrière
Per seizoen 2015/16 zit Benhalib bij de A-selectie van Raja. Op 31 oktober 2015 maakte hij hier zijn officiële debuut. In de thuiswedstrijd tegen Maghreb Fez viel hij in de 61e minuut in, en wist ook nog eens tijdens zijn debuut te scoren, in de 82ste minuut. Raja Casablanca won deze wedstrijd uiteindelijk ook met 3-0.

## Carrière
2015-  Raja Casablanca

## Erelijst
Raja Casablanca
- Coupe du Trône:1

Winnaar: 2017
- CAF Confederation Cup: 1

Winnaar: 2018
- CAF Super Cup: 1

Winnaar: 2019
Individueel
- Beste jonge talent Botola Pro: 2017/18

1 Zniti  ·
2 Douik ·
4 Gael Ngah ·
5 Moutouali ·
6 Ngoma ·
7 Islah ·
8 Al-Warfali ·
10 Benhalib ·
11 Jabroun ·
12 El Haddaoui ·
13 Benoun ·
15 Haddad ·
17 Ahadad ·
18 Hafidi ·
19 Malango ·
20 Jbira ·
21 Rahimi ·
22 Bouamira ·
25 Boutayeb ·
30 Nanah ·
55 Achchakir ·
96 Arjoune ·
98 El Wardi ·
Coach: vacant
· Assistent-coach: Safri